# Exochus genualis
Exochus genualis là một loài tò vò trong họ Ichneumonidae.